# 伊藤真乗
伊藤 真乗（いとう しんじょう、本名：伊藤 文明、1906年（明治39年）3月28日 - 1989年（平成元年）7月19日）は、日本の宗教家。真如苑開祖。
山梨県北巨摩郡秋田村（現：北杜市長坂町）出身。妻は真如苑初代苑主の伊藤友司。娘は真如苑2代苑主の伊藤真聰。

## 生涯
山梨県北巨摩郡秋田村（現：北杜市長坂町）で伊藤文二郎と母・よしえの次男として生まれる。少年期は天理教信者であった母の影響で天理教に親しみ、曹洞宗の禅寺の檀家総代であった父からは、禅と家伝の易学「甲陽流病筮鈔（びょうぜいしょう）」を学んだ。
1923年（大正12年）、父の死去に際し、上京。東京中央電信局（現・NTT）購買部に勤務するかたわら夜学に励む。1924年（大正13年）、東京市神田区神田錦町の正則英語学校普通科（現・正則学園高等学校）入学。
1925年（大正14年）3月、正則英語学校卒業。正則英語学校高等科に進学するが、規則（勅令青年訓練所令）により高等科を辞し、青年訓練所に入る。1922年（大正11年）夏の着工以来、関東大震災を越えて近代的新局舎が完成しようとしていた東京中央電信局を退職し、神田神保町の写真機材店に勤務しつつ、義兄の紹介で、ドイツで学び帰国した写真家有賀乕五郎を訪ね、最新写真技術を習得した。また、ラジオ放送の草創期であり、アメリカのラジオ配線図（回路図）を入手し、ラジオを組み立て、これを量産した。
1927年（昭和2年）、1926年（大正15年）の徴兵令により、立川飛行場、陸軍近衛師団管下の飛行第5連隊に入隊、写真科に配属。乙式一型偵察機（フランスのサルムソン社が開発したライセンス製造機サルムソン 2A-2）に搭乗。
1928年（昭和3年）12月10日、除隊。1929年（昭和4年）1月、石川島飛行機製作所技術部に入社。このころ同僚との縁から浄土教学や法華経などに触れる。同年4月、当時小石川にある石龍子主宰の大日本易占同志会に入会し、教師資格を取得した。家伝の易学研鑽を深め、無償で諸相談に応じていたという。石川島飛行機では、陸軍の要請を受けての国産機の開発草創期に、石川島R-3型練習機、九一式戦闘機（中島飛行機設計）の生産、後年「赤とんぼ」の愛称で知られることになる九五式一型練習機（キ-9）、九五式三型練習機（キ-17）の試作開発等に携わった。
1932年（昭和7年）4月、内田友司と結婚。文明と友司は同郷で、またいとこの続柄であった。伊藤夫妻は、キリスト教徒であった長姉の勧めで、ホーリネス淀橋教会（小原十三司牧師）で街頭伝道も体験し、立川ペンテコステ教会で聖書を学んだ。また、心霊科学研究会の会員との交流から、スピリチュアリズムにも触れた。
1935年（昭和10年）12月、大日大聖不動明王を勧請。1936年（昭和11年）2月8日、退社し、妻友司と共に宗教専従の生活に入る。この日をもって「立教の日」としている。同年3月、真言宗成田山新勝寺の講中として、成田山「立照講」を届出し、「立照閣」を結成。同年5月、醍醐寺三宝院道場（京都府）にて出家得度。法名は天晴。同年6月、高尾山蛇滝にて滝行を始める。
1938年（昭和13年）10月、醍醐寺末寺として、「真言宗醍醐派 立川不動尊教会」設立。1939年（昭和14年）10月、醍醐寺に上山、佐伯恵眼大祇師のもと、恵印灌頂を法畢。1941年（昭和16年）3月、真言宗醍醐派管長の命より、現・東京都武蔵村山市の修験寺院「常宝院」特命住職に命じられる。同年4月、宗教団体法施行の下、文部省主導の戦時宗教政策による全真言宗の合同により「真言宗 立川不動尊教会」となる。僧階も少僧都へと昇進した。
1942年（昭和17年）4月20日に戸籍名を「伊藤文明」から「伊藤真乗」に改名。同年4月21日に宗教団体法に即し、宗教結社「常宝会」を届出し、認証を受ける。4月25日に三女、真砂子が誕生（現・苑主伊藤真聰）。
1943年（昭和18年）3月5日、醍醐寺にて、佐伯恵眼第九十六世座主のもと入壇。伝法灌頂を法畢し、真言密教の法流血脈を相承。阿闍梨となる。1946年（昭和21年）2月、宗教団体法廃止、合同真言宗の解体に伴ない、立川不動尊教会は真言宗から独立、単独教団となる。1948年（昭和23年）1月、新制定の宗教法人令のもと、新たな宗団「まこと教団」を設立。「立川不動尊教会」の寺号を「真澄寺」とする。管長に就任。教師養成機関「智泉寮（智流学院）」を真澄寺内に開講。1950年（昭和25年）8月、まこと教団事件が勃発し、元内弟子の告発により、逮捕される。
1951年（昭和26年）4月、教団名を「真如苑」と改称。かねてから研鑚していた大般涅槃経を根本経典として教団の新体制を整える。教主となる。1953年（昭和28年）5月、新施行の宗教法人法のもと、文部大臣認証を得て教団が宗教法人となる（総本部真澄寺）。1955年（昭和30年）4月、日本宗教連盟参議となる。
1957年（昭和32年）1月、新道場の本尊として「丈六仏」（約5mの石膏像）の制作に着手、久遠常住釈迦牟尼如来（大涅槃像）を独力で刻み、三ヶ月で完成する。1966年（昭和41年）3月、醍醐寺から大僧正位を受ける。同年11月、タイ国で開催された「第8回世界仏教徒会議」に日本代表として出席。1967年（昭和42年）6月、「欧州宗教交流国際親善使節団」団長としてヨーロッパ7カ国、イスラエルを歴訪、ローマ教皇パウロ6世と面会。
1970年（昭和45年）10月、米国カリフォルニア州モンテベロ市に寄贈した聖徳太子像の贈呈式が行われ名誉市民となる。1976年（昭和51年）5月、醍醐寺金堂において、教主導師による醍醐寺開創一千百年慶讃法要を執行。1979年（昭和54年）3月、発祥第二精舎落慶。本尊十一面観世音菩薩入仏開眼法要を厳修。同年6月、「真如苑宗教交流親善使節団」として欧州5カ国を巡教。1984年（昭和59年）4月、醍醐寺金堂において、教主大導師、法嗣副導師による弘法大師御入定一千百五十年御遠忌法要を執行。
1989年（平成元年）7月19日、（午前0時23分）死去。享年83。墓所は東京都府中市の多磨霊園。